# Aartsbisdom Riga

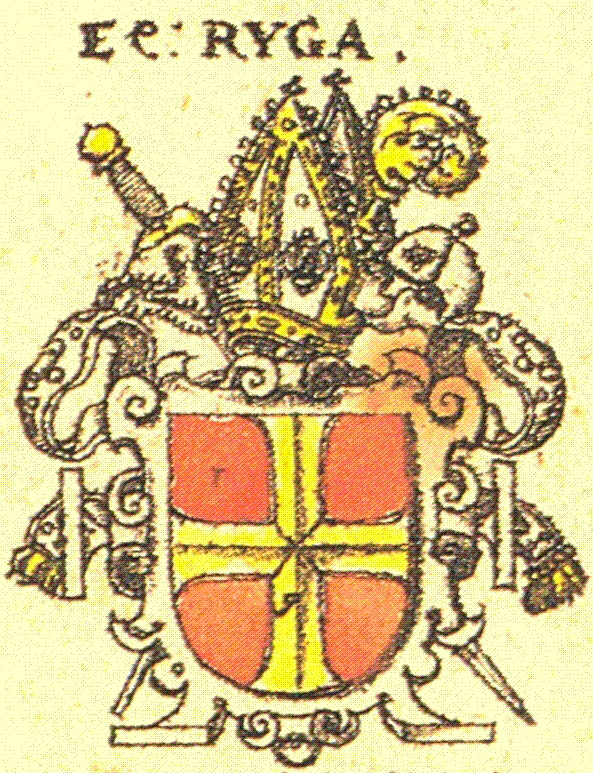
Historisch wapen van het aartsbisdom Riga

Het aartsbisdom Riga (Latijn: Archidioecesis Rigensis; Lets: Rīgas arhidiecēze) is een in Letland gelegen rooms-katholiek aartsbisdom met zetel in de stad Riga. De aartsbisschop van Riga is metropoliet van de kerkprovincie Riga waartoe ook de volgende suffragane bisdommen behoren:
- Jelgava
- Liepāja
- Rēzekne-Aglona

## Geschiedenis
In 1201 richtte Albert van Buxhoeveden in Riga een bisschopszetel en een domkapittel op. Hij was drie jaar eerder als kanunnik van Bremen tot bisschop van Lijfland benoemd. In 1207 werd het bisdom een rijksleen en in 1224 werd de bisschop verheven tot rijksvorst. In 1255 werd Riga verheven tot aartsbisdom met de volgende suffragane bisdommen:
- Dorpat
- Ermland
- Kulm
- Koerland
- Ösel-Wiek
- Pomesanië
- Samland
- Virumaa

Het nabijgelegen bisdom Reval (het tegenwoordige Tallinn) was suffragaan aan het aartsbisdom Lund.
Totdat het gebied in 1330 door de Lijflandse Orde werd veroverd had de aartsbisschop van Riga naast het geestelijk bestuur ook het wereldlijk gezag. Daarna behield de aartsbisschop alleen de geestelijke heerschappij. Later werden het domkapittel en de bisschopszetel onder gezag van de Duitse Orde gebracht. Na 1536 werd het aartsbisdom als gevolg van de Reformatie luthers.

### Heroprichting
Op 22 september 1918 werd een nieuw rooms-katholiek bisdom Riga opgericht uit het toenmalige aartsbisdom Mahiljou. De eerste bisschop was Eduard O'Rourke. In 1922 werd het opnieuw verheven tot aartsbisdom. Het tegenwoordig Litouwse (grotere) bisdom Kaunas werd onder gezag van Riga gebracht. Dit werd gedaan om de kerkelijke grenzen gelijk te laten vallen met de staatkundige grenzen van de republiek Letland.
In 1937 werd een deel van het aartsbisdom afgestaan voor de oprichting van het bisdom Liepāja. Van Liepāja werd in 1995 een gedeelte afgestaan voor de oprichting van het bisdom Jelgava. In 1995 werd ook een gedeelte van het aartsbisdom afgesplitst voor de oprichting van het bisdom Rēzekne-Aglona.
Het huidige gebied van het aartsbisdom Riga komt overeen met de culturele en historische landstreek Vidzeme.

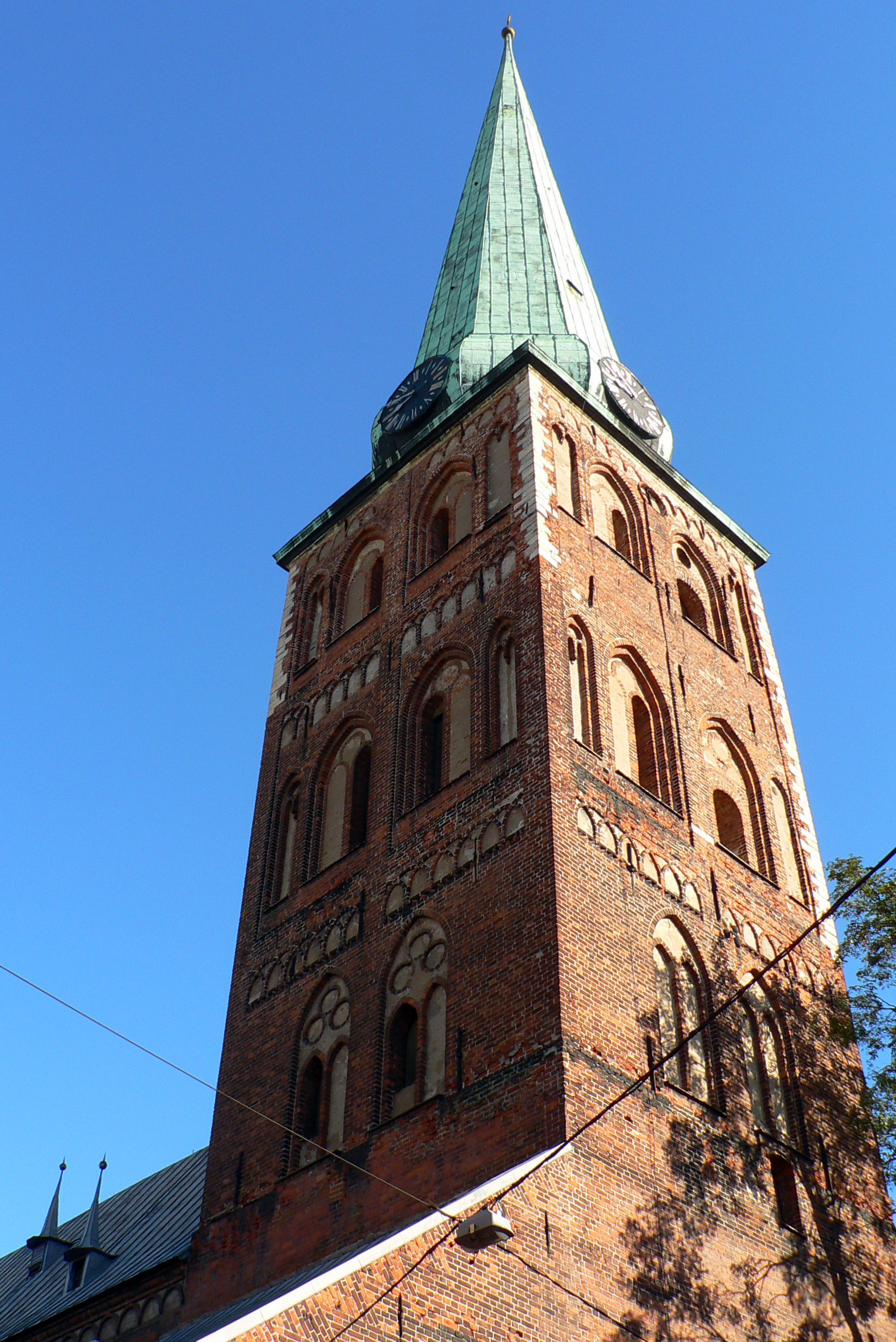
Kathedraal van Riga
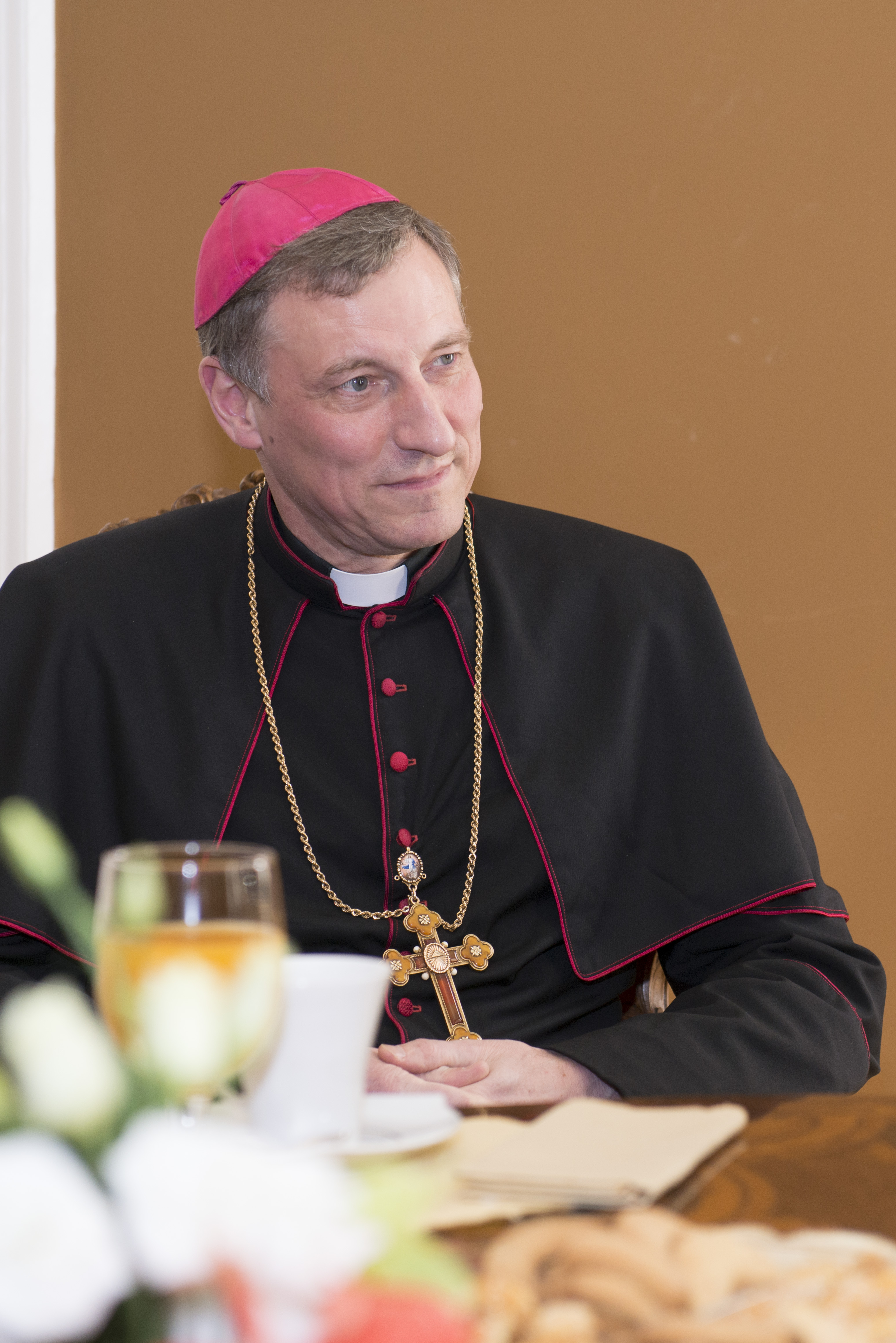
Aartsbisschop Zbigņevs Stankevičs